# Barend van Dam (golfer)
Barend van Dam (15 juni 1961) is een  Nederlands amateur golfer. Hij maakte deel uit van het Nederlands Herenteam Golf van 1975 tot 1979 en vertegenwoordigde Nederland in die periode twee keer bij de Eisenhower Trophy.
Van Dam was Internationaal Open Kampioen van Nederland in 1984 en won het NK Strokeplay in 1986.
Verder won hij vier keer de Amsterdam Cup, in 1978 en 1981 met Carl Braun en in 1992 en in 1999 met Bart Nolte. Daarnaast werd hij landskampioen met zijn team namens de Rotterdamsche Golfclub (nu Golfclub Broekpolder).

## Gewonnen
- 1984: Internationaal Open Kampioenschap
- 1986: NK Strokeplay
- 1988: Nationaal Amateur
- 2010: NK Mid-Amateur

## Teams
- Eisenhower Trophy: 1976, 1978
- Amsterdam Cup: 1976, 1978, 1981, 1992 en 1999

Van Dam was lid van de Rotterdamsche Golfclub en is nu lid van De Pan en The Dutch.